# Luíz Carlos Susin
Luíz Carlos Susin (* 24. August 1949 in Caxias do Sul) ist ein brasilianischer römisch-katholischer Theologe und Mitglied des Kapuzinerordens.

## Leben
Susin studierte römisch-katholische Theologie und Philosophie in Brasilien und an der Päpstlichen Universität Gregoriana in Rom. Er ist als Hochschullehrer für Katholische Theologie an der Päpstlichen Katholischen Universität von Rio Grande do Sul sowie an der Higher School of Theology and Franciscan Spirituality in Porto Alegre tätig. Susin war bis Ende 2015 Mitherausgeber der theologischen Zeitschrift Concilium.

## Werke (Auswahl)
- Christentum und Demokratie. Concilium 4/2007 (Herausgeber zus. mit Felix Wilfred), Grünewald, Ostfildern-Ruit.
- Die Theologie und die Pluralität der Religionen. Concilium 1/2007 (Herausgeber zus. mit Andrés Torres Queiruga und José Maria Vigil), Grünewald, Ostfildern-Ruit.
- Utopie: Eine andere Welt ist möglich. Concilium 5/2004 (Herausgeber zus. mit Jon Sobrino und Felix Wilfred), Grünewald,  Mainz.
- Brasilien: Volk und Kirche(n). Concilium 3/2002 (Herausgeber zus. mit José Oscar Beozzo), Grünewald,  Mainz.